# Pierre Pagney
Pierre Pagney, né le 6 août 1919 à Besançon (Doubs), et mort le 28 mars 2017 à Talant (Côte-d'Or), est un géographe universitaire français.
Professeur à l'Université de Dijon puis à l'Université Paris-Sorbonne (Paris-IV), il termine sa carrière en tant que professeur émérite. Spécialiste de climatologie tropicale, en 1969, il est fondateur du Centre de Recherches de Climatologie Tropicale (CRCT) à l'Université de Dijon, aujourd’hui Centre de Recherche de Climatologie. En tant qu'ancien officier de réserve français, il explore également la  place de la géographie ; la météorologie et la climatologie dans le fait militaire.

## Biographie

### Formation
Après l'École normale d’instituteurs, Pierre Pagney s’engage dans des études supérieures en géographie à l'université de Besançon, tout en enseignant en tant qu’instituteur puis professeur dans le secondaire. Il obtient l'agrégation de géographie en 1954.
Il est nommé au lycée de Fort-de-France (devenu Lycée Victor-Schœlcher) à la Martinique. Sous la direction du Professeur Pierre Birot, il rédige sa thèse sur Le climat des Antilles, première thèse de doctorat d’État de climatologie tropicale en France (soutenance à la Sorbonne le 21 janvier 1967). Le même jour, Pierre Pagney soutient aussi sa deuxième thèse : La région comprise entre Forêt de Chaux et Forêt de la Serre : étude rurale.

### Carrière universitaire

#### Parcours
À son retour de la Martinique, en 1956, Pierre Pagney est nommé assistant à l’université de Dijon où il avait suivi les cours de préparation à l’agrégation de Jean Chardonnet. Il y fera une partie importante de sa carrière en tant que Maître-assistant, puis Professeur des universités. 
Il y crée un laboratoire de recherche dédié à la climatologie tropicale, le CRCT (Centre de Recherches de Climatologie Tropicale), qui deviendra le CRC (Centre de Recherches de Climatologie). Les travaux s'élargissent progressivement aux espaces extra-tropicaux.
Pierre Pagney est nommé à l’Université de Paris-Sorbonne (Paris-IV) en 1980 et termine sa carrière en 1986 en tant que Professeur de classe exceptionnelle. Il poursuit, toutefois, ses activités universitaires en tant que Professeur émérite, continue d’encadrer des thèses de doctorat et de participer à des jurys de thèse.
Pierre Pagney a été membre du jury de l'agrégation de géographie (1970-1973).

#### Reconnaissances de l’œuvre universitaire
Le Grand prix de Climatologie (prix créé en 2002) lui est décerné en 2006 par la Société de géographie « pour l’ensemble de son œuvre en Climatologie ».
Un ouvrage est publié en 1988 : Climats et climatologie. Volume d'hommage offert au Professeur Pierre Pagney.
Extrait de l'hommage des professeurs Denis Lamarre et Martine Tabeaud, au nom de la Société de géographie : « Le dernier des trois fondateurs de la climatologie géographique en France (les trois Pierre : Pédelaborde, Péguy, Pagney) vient de nous quitter. Il a participé activement à l’essor de la géographie universitaire française et il a porté haut, en Sorbonne, la géoclimatologie. ».
Le Recteur d’Académie et Professeur des Universités, Alain Miossec, rend hommage au Professeur Pierre Pagney dans la revue Historiens et Géographes et présente son positionnement scientifique à la fin de sa vie, synthèse de son double cheminement d’universitaire géographe climatologue et d’Officier de Réserve d’État-Major.
Le laboratoire universitaire Climat, Eau, Écosystème, Développement (LACEEDE) (Cotonou, république du Bénin) porte son nom, le Laboratoire Pierre Pagney. Dans l'article consacré au Professeur Michel Boko, fondateur de ce laboratoire de recherche, à l'occasion de son départ à la retraite  et membre du GIEC, il est fait mention de la place du Professeur Pierre Pagney dans le parcours de cet universitaire béninois, « père de de la climatologie béninoise, premier recteur de l'Université de Parakou ».
Jocelyne Pérard évoque ainsi Pierre Pagney : « Il était le grand climatologue français, spécialiste de la climatologie tropicale ».

### Carrière militaire et engagement pour la Défense
- Appelé sous les drapeaux en 1940, diplômé d'État-Major (ORSEM)[10], Lieutenant-colonel honoraire[11].
- Vice-président du jury de Saint-Cyr, président de l'option Lettres (1974-1978). Son expérience est relatée et analysée dans le Bulletin de Liaison n° 152 (2e semestre 2015) de l'Association Nationale des Réservistes de l'Infanterie. Il fut l'examinateur de celui qui deviendra le CEMA, le Général Pierre de Villiers[12].
- Membre associé de l'Association Régionale IHEDN-Bourgogne (AR 4) depuis 2001[13], Pierre Pagney contribue chaque année aux travaux de réflexion de l’AR 4 sur les sujets nationaux de l'Union-IHEDN.

## Distinctions
- Chevalier de la Légion d'Honneur. Décret du 31 décembre 2014 (Grande Chancellerie de la Légion d’Honneur)[14],[15].
- Officier de l'Ordre National du Mérite. Décret du 14 mai 1997 (Éducation nationale) après avoir été Chevalier (Défense)[16].
- Commandeur des Palmes académiques. Décret du 24 août 1976 (Éducation nationale)[17].
- Chevalier du Mérite militaire. Décret du 3 octobre 1962 (Défense).
- Titre de Reconnaissance de la Nation. Guerre 1939-1945, appel sous les armes en 1940. Décret du 1er juillet 1998 (Défense).

## Publications

### Géographie-climatologie
Ouvrages scientifiques :
- 1966, Le Climat des Antilles. Thèse de doctorat d’État. Publié avant soutenance dans Les Travaux et Mémoires de l'Institut des hautes études de l'Amérique latine, avec le concours du CNRS, Paris (deux tomes). Tome 1 : 377 p., Tome 2 : atlas 304 fig. + 56 tableaux[18].
- 1973, La Climatologie. Puf, Que sais-je ?, Paris, 123 p. Sept éditions. Dernière mise à jour, 2000, 128 p.  (ISBN 978-2130509103)[19],[20],[21].
- 1976, Les Climats de la Terre. Masson, Paris, 151 p.  (ISBN 2-22542317-2)[22]. Deuxième édition mise à jour en 1994, 166 p.  (ISBN 2-225-84368-6)[23].
- 1978, Climatologie et Hydrologie fluviale à la surface de la terre. Co-auteur René Frecaut. Livre 1, CDU-SEDES, Paris, 221 p.  (ISBN 2-7181-1240-9)[24].
- 1982, (es) Introducción a la climatología. Traducción de Carmen Ferrer. Collección ¿qué sé? Nueva serie. Oikos-tau ediciones. Barcelona. 143p.  (ISBN 84-281-0520-0).
- 1983, Dynamique des climats et de l’écoulement fluvial. Co-auteur, René Frecaut. Masson, Paris, 239 p.  (ISBN 2-225-79750-1)[25],[26].
- 1986, Études de climatologie tropicale, sous la responsabilité scientifique de Pierre Pagney et Simon Nieuwolt. Masson, Paris, 206 p .  (ISBN 2-225-80770-1). Dans son avant-propos, Pierre Pagney précise qu’il s’agit de la production d’une équipe de Climatologie rattachée au CNRS (U.A. 909 : Climatologie tropicale) dont il a assuré la coordination scientifique ainsi que la présentation et la conclusion. Le professeur Simon Nieuwolt a assuré la traduction en anglais des articles de l’ouvrage[27].
- 1988, Climats et cours d’eau de France. Masson, Paris, 249 p. (ISBN 2-225-81414-7)[28].
- 1994, Les Catastrophes climatiques. PUF, Que Sais-je ? Paris, 128 p.  (ISBN 2130464181)[29],[30],[31].
- 1999, Climats et Sociétés, co-auteur Denis Lamarre. Armand Colin, Paris, 272 p. (ISBN 2-200-01648-4)[32].

### Climats-guerre-défense
Ouvrages :
- 2008, Le Climat, la bataille et la guerre : des conflits limités aux conflits planétaires. Éditions L'Harmattan, Paris, 314 p. (ISBN 978-2-296-05579-7), préface d'André Corvisier[33],[34].

- 2013, Les Guerres de partisans et les nouveaux conflits : essai géo-historique sur les combats irréguliers. Éditions Economica, Collection Guerres et Guerriers, dirigée par le général Éric Bonnemaison, Paris, 155 p. (ISBN 978-2-7178-6578-3), Préface de Jean-Nicolas Corvisier, Professeur d'université, président de la Commission Française d’Histoire militaire.

- 2016, L’incertitude climatique et la guerre. Collection Biologie, Écologie, Agronomie. L'Harmattan, Paris, 229 p. (ISBN 978-2-343-07282-1), préface de Jean-Pierre Bois, qui fut président de la commission Études et formation continue de l'Union-IHEDN[35],[36].